# 내일, 또 내일, 또 내일
《내일, 또 내일, 또 내일》(영어: Tomorrow, and Tomorrow, and Tomorrow)은 가브리엘 제빈의 2022년 소설이다. 아마존은 이 책을 2022년 최고의 책으로 선정했다.

## 전제
30년 동안 두 친구의 관계는 중대한 관심을 끈 일본 테마의 비디오 게임을 개발하면서 달라진다.

## 배경
Zevin은 책에 나오는 가상의 비디오 게임들 중 일부는 실제 게임과 사건에서 영감을 받았다고 말했다. 예를 들어, 가상의 비디오 게임 솔루션은 "열차에 대한 테이크"였고, 가상의 비디오 게임 파이오니어는 스타듀 밸리를 플레이하는 것에 대한 자신의 감정을 반영했다. 제빈에 따르면, 그녀는 또한 켄 윌리엄스, 로베르타 윌리엄스, 존 카맥, 그리고 존 로메로를 포함한 실제 게임 디자이너들로부터 그녀의 주요 등장인물들에 대한 영감을 끌어냈다.

## 평판
이 소설은 커커스 리뷰스와 퍼블리셔스 위클리의 스타 리뷰를 포함하여 비평가들로부터 좋은 평가를 받았다. 커커스는 이 소설이 "평생 비디오 게임을 해본 적이 없는 사람들도 매료시킬 것"이라고 말했다. 퍼블리셔스 위클리는 이 소설을 "독특한 업적"이라고 평했다. 워싱턴 포스트의 리뷰에서론 찰스는 이 책의 도덕적 복잡성에 대해 호의적으로 썼고, 셰익스피어의 제목을 게임 플레이에 내재된 생성적 가능성과 연관시켰다.
와이어드는 이 소설을 "완전 흡수"라고 불렀고, 뉴욕 타임즈 북 리뷰는 이 소설을 "즐겁고 흡수적"이며 "확장적이고 재미있다"고 언급했다. 페이스트는 독자들이 "복잡하고 관점을 바꾸는 형식"을 더 잘 탐색하기 위해 오디오북을 들어야 한다고 권고했다. NPR의 모린 코리건은 "크고 아름답게 쓰여진" 이 책이 낭만적이지 않은 관계를 중심에 두고 문화적 유용 문제를 떠맡았다고 칭찬했다.
Tomorrow, and Tomorrow, and Tomorrow는 뉴욕 타임즈의 2022년 주목할 만한 책 목록에 이름을 올렸고, IndieBound의 베스트 셀러였다. 2022년 7월, 이 책은 아메리와 반스 & 노블의 북클럽 픽으로 선정되었고, 소설과 문학 부문에서 애플 북스의 베스트셀러가 되었다. 이 책은 8월에도 계속해서 애플 북스 베스트셀러가 되었고 벨레트리스트 북 클럽에 선정되기도 했다. 아마존은 이 소설을 2022년 최고의 책으로 선정했다. 인디고와 커커스는 또한 투모로우를 올해의 최고 책 목록에 포함시켰다. 

## 각색
2021년, 파라마운트 픽처스와 템플 힐 엔터테인먼트는 2백만 달러에 투모로우, 투모로우, 투모로우의 영화 판권을 구입했다. 이 영화는 마티 보웬, 윅 고드프리, 아이작 클라우스너가 제작하고 제빈이 각본을 쓸 예정이다.